# Алексід (міфологія)
Алексід (грец. Ἄλεξις) — персонаж давньогрецької міфології.
Кохав Мелібею, мешканку Ефеса. Батьки Мелібеї відмовлялися видати її заміж за Алексіда, тому Мелібея кинулася з даху, але була чудесним чином врятована і на човні без вітрил та керма доправлена до місця, де Алексід з друзями бенкетував. Вдячні Алексід і Мелібея спорудили святилище Афродіти.